# Claudio Castellón
Claudio Emilio Castellón Aguayo (Concepción, Biobío, 25 de octubre de 1986) es un actor chileno. 
Egresó de la Universidad de Chile, y posteriormente obtuvo postítulos en actuación y en canto en el Centro de Investigación Teatral La Memoria. 
Participó en dos superproducciones de época dirigidas por Vicente Sabatini para Chilevisión: Manuel Rodríguez (2010), en la que interpretó al bandolero Magno Pérez,  y La Doña (2011), donde dio vida al esclavo Manuncahua.

## Filmografía
| Año  | Película              | Director             |
| ---- | --------------------- | -------------------- |
| 2010 | 03:34                 | Juan Pablo Ternicier |
| 2014 | El vuelo del Manutara | Elías Llanos         |
| 2014 | Un canto inolvidable  | Elías Llanos         |
| 2016 | La resistencia        | Otrofoco             |

## Televisión
| Año       | Título                  | Papel                       | Canal               |
| --------- | ----------------------- | --------------------------- | ------------------- |
| 2010      | Manuel Rodríguez        | Magno "Pirilo" Pérez        | Chilevisión         |
| 2011–2012 | La Doña                 | Manuncahua Railef           | Chilevisión         |
| 2012–2013 | La Sexóloga             | Wenceslao Carvajal          | Chilevisión         |
| 2014      | Las Dos Carolinas       | Augusto "Pinocho" Navarro   | Chilevisión         |
| 2015–2016 | Buscando a María        | Rubén Morales               | Chilevisión         |
| 2016      | Veinteañero a los 40    | Jonathan "Palanca" Cubillos | Canal 13            |
| 2017–2018 | Dime quién fue          | Bruno Riquelme              | Televisión Nacional |
| 2019–2020 | Gemelas                 | Gonzalo Salas               | Chilevisión         |
| 2021      | Secretos de familia     | Daniel Salvatierra          | Canal 13            |
| 2021–2022 | Pobre novio             | Johnny Videla               | Mega                |
| 2022–2023 | La ley de Baltazar      | Fernando Gatica             | Mega                |
| 2023–2024 | Como la vida misma      | Carlos "Caco" Covarrubias   | Mega                |
| 2024–2025 | Nuevo amores de mercado | Basilio Concha              | Mega                |
| 2025–2026 | Reunión de superados    | Héctor ''Tito'' Núñez       | Mega                |

| Año  | Título               | Papel        | Notas                   | Canal               |
| ---- | -------------------- | ------------ | ----------------------- | ------------------- |
| 2009 | El día menos pensado | Rubén        | Episodio: El entretecho | Televisión Nacional |
| 2015 | Príncipes de barrio  | Freddy Neira |                         | Canal 13            |
| 2020 | El presidente        |              |                         | Prime Video         |

#### Publicidad
- 2013: Movistar (con Alexis Sánchez)
- 2015: Copa América 2015 en el Canal 13 (con Claudio Palma, Aldo Schiappacasse, Ignacio Valenzuela y Juan Cristóbal Guarello)

## Teatro
| Año  | Obra                        | Autor                | Director               | Teatro                                         | Ref.        |
| ---- | --------------------------- | -------------------- | ---------------------- | ---------------------------------------------- | ----------- |
| 2008 | Macbeth                     | Eugène Ionesco       | Alexandra Von Hummel   | Sala Andrés Pérez. U. de Chile                 |             |
| 2009 | Comala                      | Juan Rulfo           | Raúl Osorio            | Teatro Nacional Chileno                        |             |
| 2010 | Los payasos de la esperanza | TIT                  | Mauricio Pesutic       | Teatro Nacional Chileno Teatro Mori Bellavista | [ 6 ] [ 7 ] |
| 2010 | El hijo de la peluquera     | Francisco Llancaqueo | Javiera Contador       | Teatro Mori                                    |             |
| 2012 | El cepillo de dientes       | Jorge Díaz           | Claudio Arredondo      | FONDART Itinerante                             |             |
| 2013 | La dama boba                | Lope de Vega         | Alejandro Sieveking    | Teatro FinisTerrae                             | [ 8 ]       |
| 2013 | La estructura del fracaso   | Cristóbal Pizarro    | Andrea García-Huidobro | Teatro del Puente                              |             |
| 2022 | La banca                    | Rodrigo Muñoz        | Claudio Arredondo      | Teatro Mori                                    |             |

## Premios y nominaciones
Premios Caleuche
| Año  | Categoría                            | Obra        | Resultado |
| ---- | ------------------------------------ | ----------- | --------- |
| 2022 | Mejor actor de soporte en teleseries | Pobre novio | Nominado  |